# Batalla de Conuco
Desarrollada en el lugar llamado Conuco, a unos 4 km al sur del pueblo de Rafael, el 20 de enero de 1656, entre las fuerzas del gobernador Pedro Porter Casanate y los indios comarcanos. Estos sufrieron numerosas pérdidas. Según el padre Diego Rosales, San Fabián, santo del día, «descendió del cielo montado en un caballo blanco y blandiendo una espada de fuego exterminó a los indios». Por este motivo el gobernador construyó un fuerte que llamó San Fabián de Conuco.